# Romme (rivière)
Pour les articles homonymes, voir Romme.
La Romme est une rivière coulant dans le département de Maine-et-Loire. La Romme est un affluent direct de la Loire en rive droite. La Romme est parfois orthographiée « Rôme ».

## Description
Ce cours d'eau d'une longueur totale de 32,4 kilomètres, prend sa source sur la commune de Saint-Lambert-la-Potherie. De nombreux ruisseaux alimentent la rivière comme le Tremblay et le Coudre.
La rivière circule essentiellement dans un environnement encaissé et forestier.
Après avoir traversé la commune de Bécon-les-Granits, la rivière marque la limite entre celles de Villemoisan et Saint-Augustin-des-Bois. À la limite de la commune de Champtocé-sur-Loire est rejointe par l'Auxence, puis plus au sud le viaduc sur la Romme permet à l'autoroute A11 d'enjamber la vallée de cette rivière. Elle continue son parcours en passant en contrebas du château de Champtocé, puis se jette dans la boire de Champtocé, un ancien bras de la Loire, a est de la ville de Champtocé.
L'Auxence-Romme est une zone vulnérable à la pollution diffuse par les nitrates d’origine agricole. Le cours d'eau est défini comme une zone sensible à l’azote et au phosphore, en application de la directive européenne du 21 mai 1991, relative au traitement des eaux résiduaires urbaines (arrêté du préfet coordonnateur du bassin Loire Bretagne du 9 janvier 2006)..

## Étang de la Clémencière
L'étang de la Clémencière situé à Champtocé, est une étendue d'eau formée sur la boire de Champtocé. Cet étang est alimenté par les eaux du bassin fluvial de l'Auxence-Romme et par des résurgences. L'étang de la Clémencière de Champtocé se rétrécit vers l'aval est redevient un étroit bras mort de la Loire avant d'aller se jeter dans le fleuve à la hauteur d'Ingrandes-sur-Loire. Mais les cartes IGN et le cadastre ne reproduisent pas ce toponyme de Clémencière, mais seulement celui de Boire de Champtocé.

## Galerie de photographies

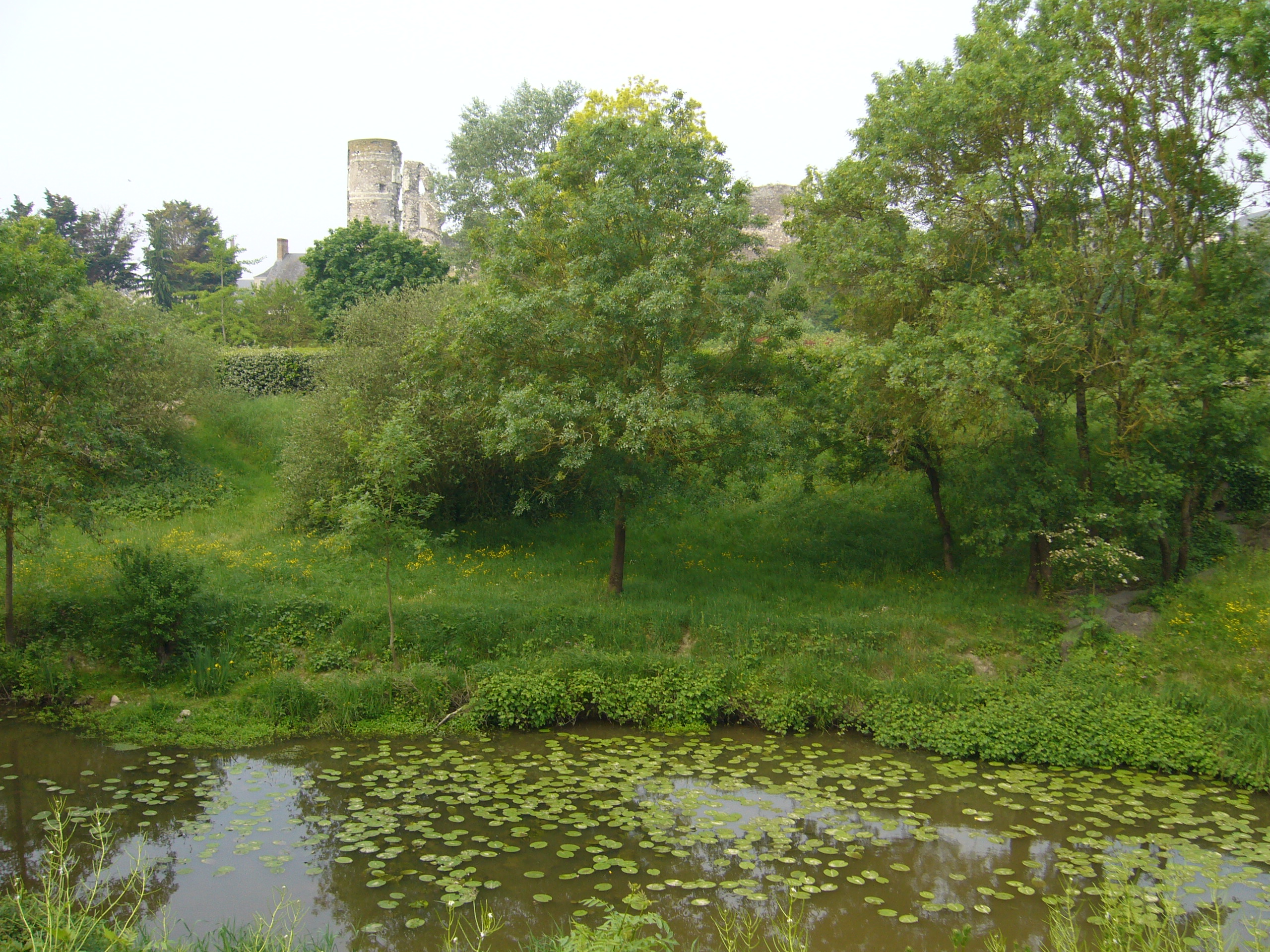
La Romme s'écoulant face au château de Champtocé.
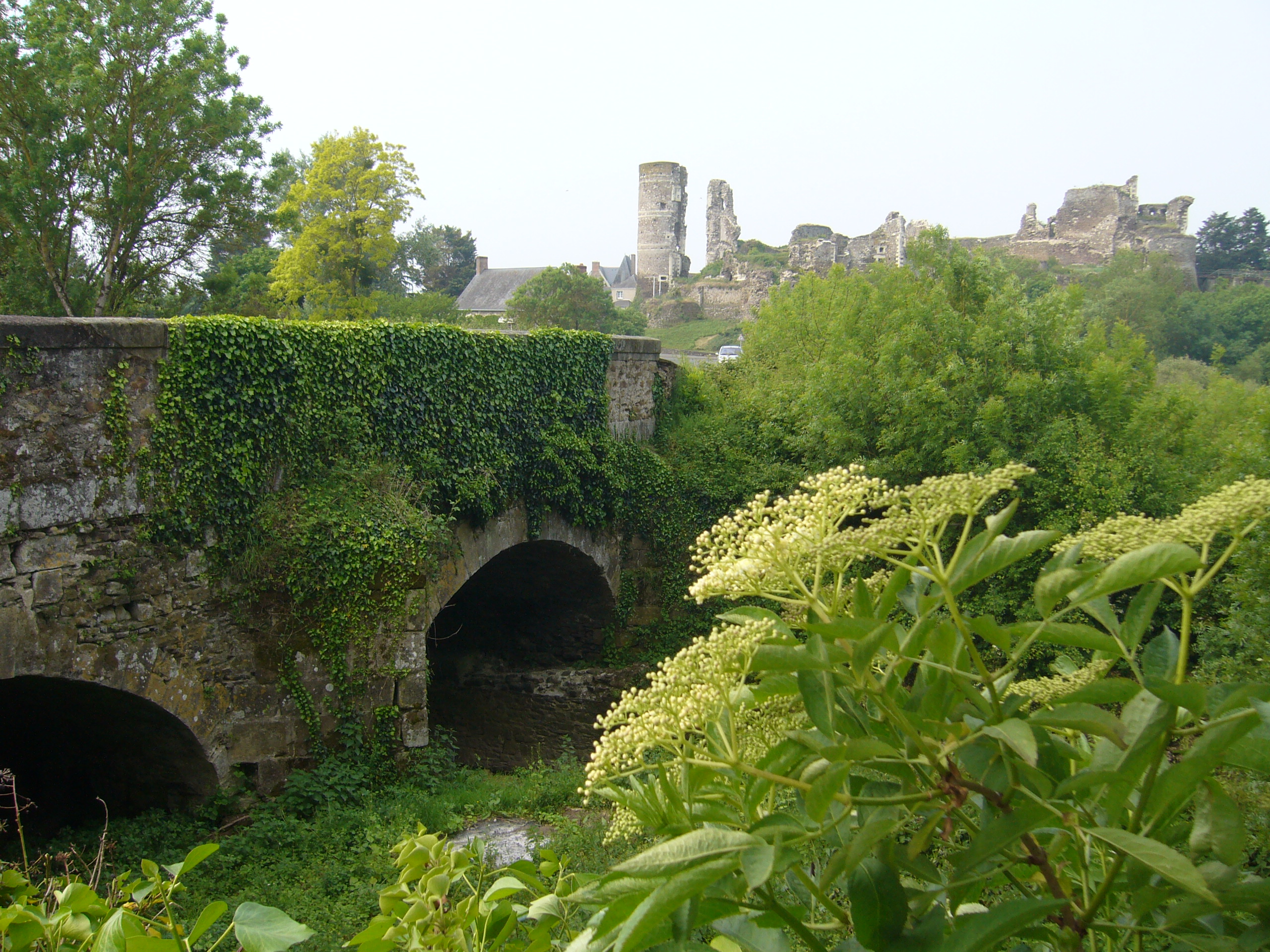
Pont sur la Romme à côté du château de Champtocé.
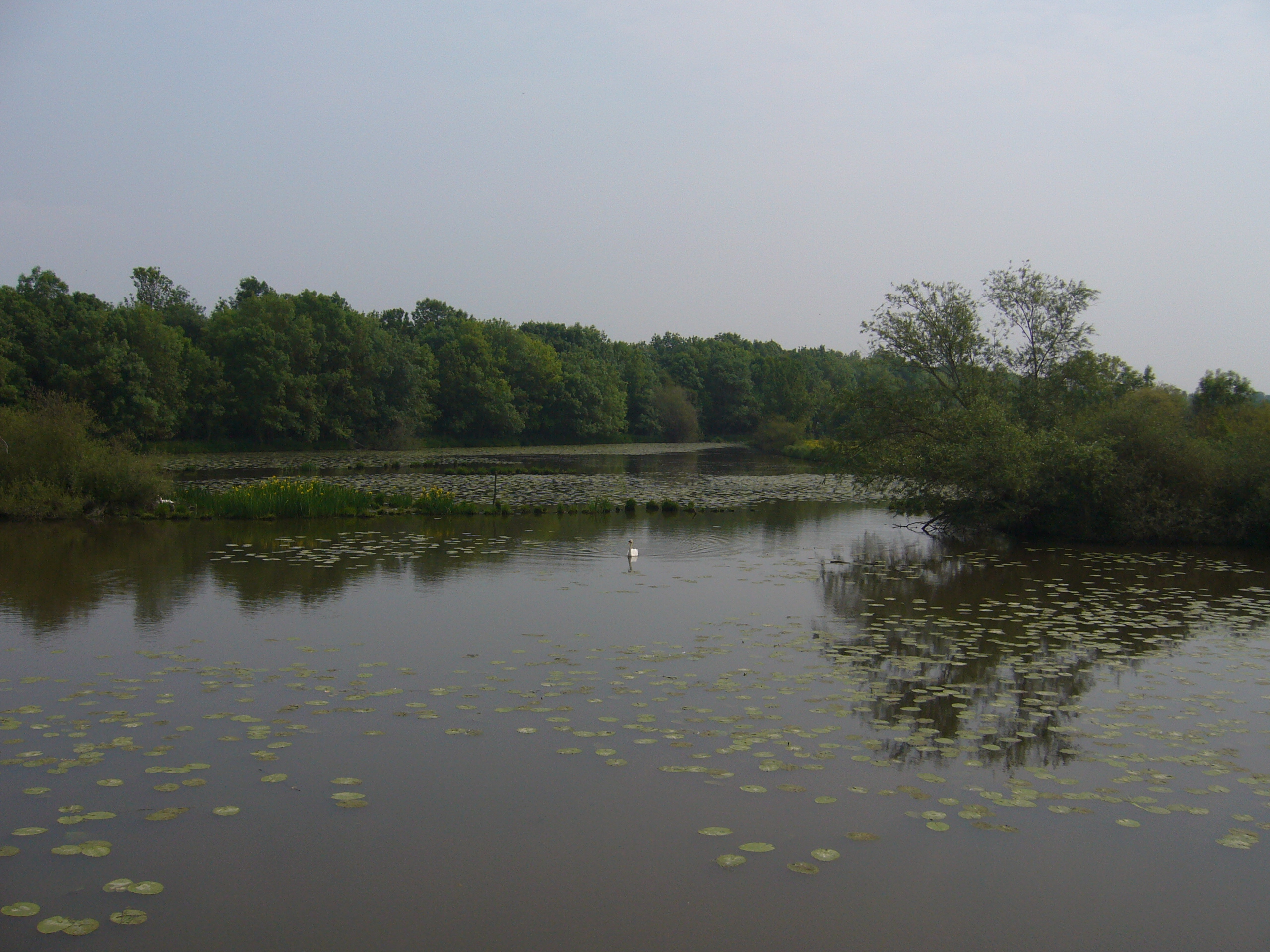
La rivière Romme rejoint la Boire de Champtocé.